# 2-Фторамфетамин
2-Фторамфетамин (2-FA, 2-фтораминопропан) — психоактивное вещество, стимулятор ЦНС. По своим фармакологическим свойствам практически идентичен амфетамину. Является агонистом и дофаминовых, и серотониновых рецепторов. При пероральном употреблении эффект наступает через 30-50 минут и продолжается от 3 до 10 часов, в зависимости от дозировки.
2-Фторамфетамин слабее амфетамина в несколько раз, что обусловлено наличием в химической формуле атома фтора. Менее эйфоричен, хотя побочные эффекты схраняются примерно в том же объёме. В интернет-магазинах позиционируется как легальная альтернатива амфетамину, однако на самом деле нелегален в РФ.

## Биохимия
Любая кислота, легко распространяющаяся в организме  (например, ортофосорная кислота, входящая в состав многих газированных напитков) значительно ослабляет действие препарата. Аналогичным образом действуют кислоты, входящие в состав некоторых фруктов, например  груши, в меньшей степени - цитрусовых.
При приёме препарата поднимается уровень сахара в крови. Моча в течение часа после приёма меняет PH на слабокислый.